# Gentry
Gentry (från gammal franska: genterie, och gentil 'högbördig, ädel') är en gammal engelsk term för en viss samhällsklass. 
Gentry syftade i vid mening på överklasspersoner med bindning till gods, prästerskap eller familjer som ansåg vara av "fin" (det vill säga "gammal") härstamning utan att vara adliga. Det definierades oftast som en familj som ägde ett gods eller hade tillräckligt höga inkomster från ett gods för att kunna leva helt på räntan från inkomsten från ett gods. I England syftades ofta på en godsägarfamilj som inte var adliga, det vill säga inte var pärer. Det motsvarar termen "patricier", som historiskt var en term för att beskriva städernas överklassfamiljer.